# Hang Co
Hang Co (kinesiska: Hang Cuo, 夯错) är en sjö i Kina. Den ligger i den autonoma regionen Tibet, i den sydvästra delen av landet, omkring 190 kilometer norr om regionhuvudstaden Lhasa. Trakten runt Hang Co består i huvudsak av gräsmarker.